# Hope Supercross Series 2023-2024
De Hope Supercross Series 2023-2024 was het 1ste seizoen van het regelmatigheidscriterium in het veldrijden. De Hope Supercross Series bestond uit 3 crossen op 3 locaties in de Verenigd Koninkrijk.

## Mannen elite

### Kalender en podia
| Datum      | Locatie                                          | Cat. | Winnaar     | Tweede         | Derde         | Leider in het klassement |
| ---------- | ------------------------------------------------ | ---- | ----------- | -------------- | ------------- | ------------------------ |
| 03/09/2023 | Herrington Country Park 2023, Houghton Le Spring | C2   | Thomas Mein | Cameron Mason  | Oliver Akers  | Thomas Mein              |
| 10/09/2023 | Bradford 2023, Bradford                          | C2   | Thomas Mein | James Swadling | Simon Wyllie  | Thomas Mein              |
| 17/09/2023 | Barnoldswick 2023, Barnoldswick                  | C2   | Thomas Mein | Cameron Mason  | Daniel Barnes | Thomas Mein              |

## Vrouwen elite

### Kalender en podia
| Datum      | Locatie                                          | Cat. | Winnaar  | Tweede         | Derde        | Leider in het klassement |
| ---------- | ------------------------------------------------ | ---- | -------- | -------------- | ------------ | ------------------------ |
| 03/09/2023 | Herrington Country Park 2023, Houghton Le Spring | C2   | Anna Kay | Xan Crees      | Ceris Styler | Anna Kay                 |
| 10/09/2023 | Bradford 2023, Bradford                          | C2   | Anna Kay | Xan Crees      | Ceris Styler | Anna Kay                 |
| 17/09/2023 | Barnoldswick 2023, Barnoldswick                  | C2   | Anna Kay | Alderney Baker | Xan Crees    | Anna Kay                 |

Kampioenschappen:  Wereldkampioenschappen ·
 Europese kampioenschappen ·
 Belgische kampioenschappen ·
 Nederlandse kampioenschappen
Klassementen:  Wereldbeker ·
 Superprestige ·
 X²O Badkamers Trofee ·
 TOI TOI Cup ·
 USCX Series ·
 Coupe de France ·
 National Trophy Series ·
 Copa de España ·
 Swiss Cyclocross Cup ·
 Hope Supercross Series
Overig:  Exact Cross ·  Losse crossen België